# Stenocactus
Genre
Stenocactus est un genre de la famille des cactus.
Il est originaire du Mexique, le plus souvent de forme globulaire ou légèrement cylindrique. Il atteint un diamètre de 10 à 15 cm et une hauteur un peu moindre.
Il produit de belles fleurs blanches avec des rayures roses.
Sa culture est facile. En hiver, il peut supporter une température de −5 °C à condition d'être tenu au sec. Pour fleurir, il doit être tenu au frais (mais à la lumière) et au sec en hiver. Arrosé et exposé à la chaleur d'avril à octobre.

## Taxonomie

### Espèces
- Stenocactus crispatus
- Stenocactus obvallatus
- Stenocactus ochoterenanus
- Stenocactus pentacanthus
- Stenocactus vaupelianus

### Synonymes
Les genres suivants sont considérées comme synonymes de Stenocactus:
- Echinofossulocactus Britton & Rose
- Efossus Orcutt (orth. var.)